# Krásné Březno (zámek)
Krásné Březno je zámek ve stejnojmenné části města Ústí nad Labem. Jeho čtyřkřídlá barokní budova s nárožními věžicemi přiléhá ke staršímu křídlu směřujícímu ke goticko-renesančnímu zámeckému kostelu svatého Floriána. V památkově chráněném zámku sídlí Národní památkový ústav, územní odborné pracoviště v Ústí nad Labem.

## Historie
V roce 1528 panství Blansko zakoupili saští rytíři z Bünau i se vsí Březnice (dnešní Krásné Březno), kde zřídili hlavní sídlo. V letech 1566–1568 vystavěl Jindřich z Bünau panský dům (zachovaly se z něj sklepy pod severním křídlem nynějšího Nového zámku). V letech 1597–1603 vznikla na místě hospodářského křídla rozšířením na dvoutrakt a zvýšením o první patro budova Starého zámku ve stylu saské renesance, který charakterizuje i současně stavěnou kapli Panny Marie (nynější kostel svatého Floriána), propojenou se zámkem můstkem. Do roku 1628 postavili páni z Bünau i Nový zámek na sevřené pravidelné čtyřkřídlé dispozici kolem čtvercového nádvoří, na vnějšku s nárožními věžicemi. Páni z Bünau se však po bitvě na Bílé hoře vrátili do Saska. Zámek pak drželi Thun-Hohensteinové (do roku 1647) a hrabata z Althanu (do roku 1680), následovaní hrabaty Cavriani (od roku 1714). Nový zámek byl do nynější podoby upraven v letech 1714–1724 Johannem Ludwigem Richardem Cavrianim (úpravy začaly průrazem panské oratoře v kostele, následovalo zvýšení Nového zámku o barokní patro, jehož pozoruhodný barokní krov byl dendrochronologicky datován do roku 1724). Roku 1754 panství koupil hrabě Jan Hartig.
V letech 1798–1805 byl starý zámek upraven na byty panských úředníků. Okolní barokní zahrada s ozdobnými stavbami z podstatné části zanikla roku 1849 v souvislosti s budováním železnice do Drážďan. Zbylá část byla pak po demolici hospodářského dvora změněna v anglický park, ze kterého je zachováno torzo, redukované ještě za druhé světové války při výstavbě silnice.
Zámecká kaple se roku 1897 stala farním kostelem.
Zámek byl po roce 1945 zestátněn (posledním soukromým majitelem byl Leo Heinrich Skrbenský z Hříště, syn Malvíny Kolowrat-Krakowské-Novohradské). Od poloviny 20. století do roku 2002[zdroj?] bylo v zámku umístěno výpočetní středisko Československých státních drah.
V devadesátých letech 20. století byl opuštěný a nevyužívaný zámek ve velmi devastovaném stavu. Rozsáhlá obnova starého a nového zámku se uskutečnila v letech 2009–2011; po té zde bylo zřízeno sídlo ústeckého územního odborného pracoviště Národního památkového ústavu. Kostel svatého Floriána byl po restaurování v letech 2011–2013 (zejména ojedinělý renesanční oltář s alabastrovými reliéfy) zpřístupněn veřejnosti.

## Popis
Jádro dispozice tvoří pravidelná čtyřkřídlá budova tzv. nového zámku se čtvercovým nádvořím a válcovými nárožními věžicemi, jejíž nynější podoba pochází z 18. století (sklepy pod severním křídlem vznikly již v šedesátých letech 16. století). Nejstarší částí stavebního komplexu je západní křídlo mezi novým zámkem a kostelem svatého Floriána (sluneční hodiny nesou vročení 1603).
Nádvoří nového zámku slouží po zastřešení jako komunikační a výstavní prostor.